# Adejeania brevihirta
Adejeania brevihirta là một loài ruồi trong họ Tachinidae.